# 明星聖子
明星 聖子（みょうじょう きよこ、1964年？ - ）は、ドイツ文学者、埼玉大学教授。

## 来歴
愛媛県に生まれ、愛媛県立新居浜西高等学校から東京大学文学部独文科に進み、1987年に卒業して同大学院に進学。1993年 - 1996年、ミュンヘン大学に学ぶ。98年東京大学大学院人文社会系研究科博士課程修了、「「批判版カフカ全集」の意義と限界 -フランツ・カフカの遺稿をめぐる編集文献学的考察」で博士（文学）。1999年に埼玉大学教養学部専任講師となり、2000年に助教授、2007年に准教授、2010年に教授に就任。
2002年『新しいカフカ 「編集」が変えるテクスト』で日本独文学会賞を受賞。

## 著書
- 『新しいカフカ 「編集」が変えるテクスト』慶應義塾大学出版会、2002年
- 『カフカらしくないカフカ』慶應義塾大学出版会、2014年
- 『テクストとは何か－編集文献学入門－』慶応義塾大学出版会、2015年

### 翻訳
- シュテン・ナドルニー『僕の旅』同学社 〈新しいドイツの文学〉シリーズ、1998年
- リッチー・ロバートソン『1冊でわかるカフカ』岩波書店、2008年
- ピーター・シリングスバーグ『グーテンベルクからグーグルへ 文学テキストのデジタル化と編集文献学』大久保譲・神崎正英共訳、慶應義塾大学出版会、2009年
- ルー・バーナード、キャサリン・オブライエン・オキーフ、ジョン・アンスワース編『人文学と電子編集 デジタル・アーカイヴの理論と実践』神崎正英共監訳、松原良輔・野中進訳、慶応義塾大学出版会、2011年